# 三舟山
三舟山（みふねやま）は、千葉県富津市・君津市にある山である。標高138.7m。房総丘陵の山の一つである。
北側から西側にかけてに広がる小糸川流域の富津岬（富津平野・富津洲）および東京湾の眺望が優れた山である。
地層構造は小糸川以北の下総台地とほぼ同一である事から、何らかの事情でこの付近だけ異常な隆起を見せて山を形成したと考えられている。
戦国時代の永禄10年（1567年）に、山麓の三船台で里見氏と北条氏による三船山合戦が行われた。